# Тійт Куузік
Тійт Куузік (ест. Tiit Kuusik; справжнє ім'я Дітріх Янович Куузік; 1911–1990) — естонський, радянський оперний співак (баритон), педагог. Народний артист СРСР (1954). Лауреат двох Сталінських премій другого ступеня (1950, 1952).

## Життєпис
Дітріх Куузік народився 29 серпня 1911 року в Пернові (нині — Пярну, Естонія). Виріс у Пярну, де здобув середню освіту в гімназії для хлопчиків. Виступав у шкільному танцювальному оркестрі, граючи на скрипці, віолончелі та ударних музичних інструментах, співав у шкільному хорі хлопчиків. Після закінчення гімназії брав уроки співу у викладача вокалу Олени Ребасельт. У 1938 році закінчив Талліннську консерваторію (нині Естонська академія музики та театру) за класом Олександра Ардера.
У 1938—1940 роках — соліст Віденської Фольксопер (Австрія). У 1942—1943 роках — соліст Кассельської опери (Німеччина).
У 1940–1941 і в 1944 — 1988 роках — соліст Театру «Естонія» (з 1949 — Естонський театр опери та балету, нині Національна опера «Естонія») в Таллінні. Виконав партії у 46 операх та одній опереті.
Виступав як соліст Естонського національного чоловічого хору.
Вів концертну діяльність. Виступав як камерний співак, будучи одним із найкращих інтерпретаторів естрадної камерної музики. У його репертуарі понад 600 пісень та романсів, твори Франца Шуберта, Роберта Шумана, Йоганнеса Брамса, Петра Чайковського, Сергія Рахманінова , Яна Сибеліуса, Евальда Aава, Марта Саара, Артура, Еугена та Віллема Каппів, Едуарда Оя, Густава Ернесакса.
Брав участь у виконанні ораторіально-кантатних творів — «Симфонія № 9» Людвіга ван Бетховена, «Uus isamaa» Едварда Гріга, «Створення світу» Йозефа Гайдна, « Carmina Burana» Карла Орфа, «Місячна ораторія» Ейно Тамберга, «Калевіпоег» Торміса Вельйо.
Його перший сольний концерт відбувся у Великій залі Ленінградської філармонії 16 березня 1946 року.
Лауреат багатьох міжнародних конкурсів вокалістів.
Гастролював містами СРСР і за кордоном. Співав у Великому театрі Москви, Шведській королівській опері.
З 1940 року викладав у Талліннській консерваторії (з 1947 — професор). Серед його учнів — Георг Отс, А. Кюльванд, Е. Лєпа, Р. Аланго та А. Роолайд.
Член Театральної спілки Естонії з 1945 року.
Депутат Верховної Ради Естонської РСР 5-го скликання.
Помер 15 серпня 1990 року в Таллінні на 79-му році життя. Похований на Лісовому цвинтарі.

### Родина
- Син — Кайдо Куузік[4]

## Партії
- «Євгеній Онєгін» Петра Чайковського — Онєгін
- «Борис Годунов» Модеста Мусоргського — Борис Годунов
- «Ріголетто» Дж. Верді — Ріголетто
- «Севільський цирульник» Дж. Россіні — Фігаро
- «Фауст» Ш. Гуно — Мефістофель
- «Співак Свободи» Еугена Каппа — Раю
- «Вогні помсти» Е. А. Каппа — Вамбо
- «Демон» А. Г. Рубінштейна — Демон
- «Князь Ігор» Олександра Бородіна — князь Ігор
- «Отелло» Дж. Верді — Яго
- «Бал-маскарад» Дж. Верді — Ренато
- «Травіата» Дж. Верді — Жермон
- «Паяци» Р. Леонкавалло — Тоніо та Сільвіо
- «Бойове хрещення» Густава Ернесакса — Рауд
- «Руслан і Людмила» Михайла Глінки — Руслан
- «Микита Вершинін» Дмитра Кабалевського — Вершинін
- «Тоска» Дж. Пуччіні — Скарпіа
- «Лембіту» Ст. Х. Каппа — Лембіту
- «Кармен» Ж. Бізе — Ескамільйо
- «Летючий голландець» Р. Вагнера — Голландець
- «Віденська кров» Й. Штрауса — Прем'єр-міністр
- «Луїза Міллер» Дж. Верді — Міллер
- «Аттіла» Дж. Верді — Еціо
- «Берег бур» Густава Ернесакса — граф Унгерн-Штернберг
- «Алеко» Сергія Рахманінова — Алеко
- «Плащ» Дж. Пуччіні — Мікеле
- «Садко» Миколи Римського-Корсакова — Külmataat
- «Пікова дама» Петра Чайковського — Томський
- «Царева наречена» Миколи Римського-Корсакова — Брудний
- «Моцарт і Сальєрі» Миколи Римського-Корсакова — Сальєрі
- «Аїда» Дж. Верді — Амонасро
- «Трубадур» Дж. Верді — Ді Луна
- «Лючія ді Ламмермур» Г. Доніцетті — Енріко

## Ушанування пам'яті
- 1993 року музично-співацьке товариство "Естонія " заснувало фонд імені Тійта Куузіка для організації та підтримки конкурсів співаків.
- З 1994 року Музично-співоче товариство « Естонія» організує Міжнародний конкурс вокалістів імені Тійта Куузіка.

## Нагороди та звання
- Перша премія Міжнародного конкурсу вокалістів у Відні (1938)
- Заслужений артист Естонської РСР (1945)
- Народний артист Естонської РСР (1952)
- Народний артист СРСР (1954)
- Сталінська премія другого ступеня (1950) — за виконання великої партії в оперному спектаклі «Євгеній Онєгін» П. І. Чайковського
- Сталінська премія другого ступеня (1952) — за виконання партії Раю в оперному спектаклі «Співак свободи» Е. Каппа
- Державна премія Естонської РСР (1949, 1959, 1967)
- Орден Леніна (1956)
- Орден Жовтневої Революції (1986)
- Орден Трудового Червоного Прапора (1971)
- Орден Дружби народів (1981)
- Орден «Знак Пошани» (1965)[2]
- медалі